# Ebes (plaats)
Ebes is een plaats (község) en gemeente in het Hongaarse comitaat Hajdú-Bihar. Ebes telt 4473 inwoners (2001).